# José Federico Ernesto de Hohenzollern-Sigmaringen
El Príncipe José Ernesto Federico Carlos Antonio Meinrado de Hohenzollern-Sigmaringen (24 de mayo de 1702, Sigmaringen-8 de diciembre de 1769, Castillo de Haag, Haigerloch) fue el quinto Príncipe de Hohenzollern-Sigmaringen. Gobernó entre 1715 y 1769.

## Biografía
José era el mayor de los hijos del Príncipe Meinrado II de Hohenzollern-Sigmaringen (1673-1715) de su matrimonio con Juana Catalina (1678-1759), hija del Conde Juan Antonio I de Montfort-Tettnang.
Inicialmente fue criado por su madre. Sin embargo, debido a la confusión de la Guerra de Sucesión Española, la familia se trasladó a la residencia de su padre en Viena. Permaneció en Viena para continuar con su educación después de que sus padres retornaran a Sigmaringen en 1714. Después de la muerte de su padre en 1715, sucedió como Príncipe de Hohenzollern-Sigmaringen. Sin embargo, como todavía era menor de edad, permaneció bajo la regencia de su madre hasta 1720. Poco antes de 1720, José se unió al Ejército austriaco, donde sostuvo el rango de General de Caballería y más tarde Teniente Mariscal de Campo del Círculo de Suabia imperial.
José logró amistarse con el Electorado de Baviera y después de la elección, el emperador Carlos VII lo seleccionó como Geheimrat imperial.
José era un ávido cazador y en 1727, creó el parque de juegos Josefslust en Sigmaringen. En 1736, modernizó y remodeló el Castillo de Sigmaringen. También embelleció el Salón de Caballeros local y añadió retratos de todos sus ancestros. En Sigmaringen, construyó la Iglesia de San Juan, la Capilla de San José, y el Pabellón de caza (Jagdschloss) en el parque Josefslust. En Haigerloch, que prefería como residencia sobre Sigmaringen, construyó la Iglesia de Santa Ana.
Fue conocido como mecenas de las artes. Comisionó obras de artistas como Johann Michael Feuchtmayer, Johann Georg Weckenmann y Andreas Meinrad von Ow. Apoyó la canonización del santo local Fidel de Sigmaringen y también apoyó la vida escolar y religiosa.

## Matrimonio e hijos
En Oettingen el 20 de mayo de 1722 José contrajo matrimonio por primera vez con María Francisca Luisa (21 de mayo de 1703 - 29 de noviembre de 1737), hija del Príncipe Francisco Alberto de Oettingen-Spielberg, quien le trajo una considerable fortuna. Tuvieron seis hijos:
- Carlos Federico (9 de enero de 1724 - 20 de diciembre de 1785), Príncipe de Hohenzollern-Sigmaringen.
- María Juana (13 de noviembre de 1726 - 9 de abril de 1793), una monja en Buchau.
- María Amalia Francisca (8 de mayo de 1729 - 4 de marzo de 1730).
- Meinrado Fernando José (20 de octubre de 1732 - 8 de junio de 1733).
- María Ana Teresa (n. y m. 16 de agosto de 1736).
- Un niño (n. y m. 29 de noviembre de 1737).

El 5 de julio de 1738 José contrajo matrimonio por segunda vez con María Judith Catalina Filipina (30 de abril de 1718 - 9 de mayo de 1743), hija del Conde Francisco Antonio de Closen, Barón de Arnstorf. Tuvieron tres hijos:
- Carlos Alberto José (24 de marzo de 1741 - 23 de mayo de 1741).
- María Amalia Josefa (29 de mayo de 1742 - 27 de agosto de 1742).
- María Teresa Filipina (15 de abril de 1743 - 11 de agosto de 1743).

El 22 de octubre de 1743 José contrajo matrimonio por tercera vez con María Teresa (3 de marzo de 1696 - 7 de mayo de 1761), hija del conde Francisco Cristóbal de Waldburg en Trauchburg. No tuvieron hijos.